# Michael Anaba
Michael Anaba (Kumasi, 5 dicembre 1993) è un ex calciatore ghanese, di ruolo centrocampista.

## Carriera

### Club
Ha giocato nella prima divisione ghanese (che ha anche vinto in due occasioni consecutive, tra il 2011 ed il 2013), in quella kuwaitiana ed in quella lituana; ha inoltre giocato anche nella seconda divisione spagnola, all'Elche.
Con l'Asante Kotoko ha inoltre giocato anche una partita in CAF Champions League, mentre con il Kauno Žalgiris ha giocato una partita nei turni preliminari della UEFA Europa Conference League 2022-2023.

### Nazionale
Nel 2013 ha conquistato un terzo posto nei Mondiali Under-20.

## Palmarès

### Club

#### Competizioni nazionali
- Campionato ghanese: 2

Asante Kotoko: 2011-2012, 2012-2013